# Abbot (Maine)
Abbot ist eine Town im Piscataquis County des Bundesstaates Maine in den Vereinigten Staaten. Im Jahr 2020 lebten dort 650 Einwohner in 531 Haushalten auf einer Fläche von 92,46 km².

## Geographie
Nach dem United States Census Bureau hat Abbot eine Gesamtfläche von 92,46 km², von der 89,43 km² Land sind und 3,03 km² aus Gewässern bestehen.

### Geographische Lage
Abbot liegt im Süden des Piscataquis Countys am Piscataquis River, der in südliche Richtung durch die Town fließt. In der Nähe des Villages Abbot mündet der Kingsbury Stream aus Westen kommend in den Piscataquis River. Der größte See auf dem Gebiet von Abbot ist der Pieper Ponds. Die Oberfläche ist leicht hügelig und die höchste Erhebung ist der zentral gelegene, 305 m hohe Brown Hill.

### Nachbargemeinden
Alle Entfernungen sind als Luftlinien zwischen den offiziellen Koordinaten der Orte aus der Volkszählung 2010 angegeben.
- Norden: Monson, 11,6 km
- Nordosten: Willimantic, 15,1 km
- Osten: Guilford, 12,0 km
- Süden: Parkman, 11,0 km
- Westen: Kingsbury, 9,4 km
- Nordwesten: Blanchard, Unorganized Territory, 13,6 km

### Stadtgliederung
In Abbot gibt es mehrere Siedlungsgebiete: Abbot Village, Cole Corner, Howard, Monson Junction, Moosehorn und Upper Abbot.

### Klima
Die mittlere Durchschnittstemperatur in Abbot liegt zwischen −11,1 °C (12 °F) im Januar und 19,4 °C (67 °F) im Juli. Damit ist der Ort gegenüber dem langjährigen Mittel der USA um etwa 9 Grad kühler. Die Schneefälle zwischen Oktober und Mai liegen mit bis zu zweieinhalb Metern mehr als doppelt so hoch wie die mittlere Schneehöhe in den USA; die tägliche Sonnenscheindauer liegt am unteren Rand des Wertespektrums der USA.

## Geschichte
Abbot wurde am 13. Januar 1827 als Town organisiert. Zuvor war das Gebiet als Township No. 7, Seventh Range North of Waldo Patent (T7 R7 NWP) oder als westernmost of the Bowdoin College townships, oder Moorestown bekannt. Benannt wurde es nach dem Schatzmeister des Bowdoin Colleges, John Abbott. Im Laufe der Jahre ging im Namen das zweite „t“ verloren.
Als erster Siedler ließ sich Abraham Moore 1805 in dem Gebiet nieder. Seine Familie holte er 1807 nach. Zu der Zeit wurde das Gebiet Moorestown genannt; um 1810 hatte es 45 Einwohner. Moore errichtete ein Sägewerk am Piscataquis. Eine Einraumschule, die Washington School, benannt nach Martha Washington, wurde bis in die 1950er Jahre als Schule genutzt, seitdem dient sie als Versammlungsort und Wahllokal der Town.
Durch den Anschluss an das Eisenbahnnetz im Jahr 1874, bei dem Abbot mit Bangor verbunden wurde, wurde die Wirtschaft in der Town angekurbelt. Die Town florierte und hatte in Folge zwei Bahnhöfe. Zwei überdachte Brücken überspannten den Piscataquis.

## Einwohnerentwicklung
| Volkszählungsergebnisse – Town of Abbot, Maine | Volkszählungsergebnisse – Town of Abbot, Maine | Volkszählungsergebnisse – Town of Abbot, Maine | Volkszählungsergebnisse – Town of Abbot, Maine | Volkszählungsergebnisse – Town of Abbot, Maine | Volkszählungsergebnisse – Town of Abbot, Maine | Volkszählungsergebnisse – Town of Abbot, Maine | Volkszählungsergebnisse – Town of Abbot, Maine | Volkszählungsergebnisse – Town of Abbot, Maine | Volkszählungsergebnisse – Town of Abbot, Maine | Volkszählungsergebnisse – Town of Abbot, Maine |
| Jahr                                           | 1800                                           | 1810                                           | 1820                                           | 1830                                           | 1840                                           | 1850                                           | 1860                                           | 1870                                           | 1880                                           | 1890                                           |
| ---------------------------------------------- | ---------------------------------------------- | ---------------------------------------------- | ---------------------------------------------- | ---------------------------------------------- | ---------------------------------------------- | ---------------------------------------------- | ---------------------------------------------- | ---------------------------------------------- | ---------------------------------------------- | ---------------------------------------------- |
| Einwohner                                      |                                                |                                                |                                                | 405                                            | 661                                            | 747                                            | 796                                            | 712                                            | 695                                            | 622                                            |
| Jahr                                           | 1900                                           | 1910                                           | 1920                                           | 1930                                           | 1940                                           | 1950                                           | 1960                                           | 1970                                           | 1980                                           | 1990                                           |
| Einwohner                                      | 716                                            | 705                                            | 572                                            | 525                                            | 466                                            | 462                                            | 404                                            | 453                                            | 576                                            | 677                                            |
| Jahr                                           | 2000                                           | 2010                                           | 2020                                           | 2030                                           | 2040                                           | 2050                                           | 2060                                           | 2070                                           | 2080                                           | 2090                                           |
| Einwohner                                      | 630                                            | 714                                            | 650                                            |                                                |                                                |                                                |                                                |                                                |                                                |                                                |

## Wirtschaft und Infrastruktur

### Verkehr
Die Maine State Route 6 führt in nordsüdlicher Richtung durch das Gebiet von Abbot. Im Village Abbot zweigt die Maine State Route 16 in westliche Richtung ab.

### Öffentliche Einrichtungen
In Abbot gibt es keine medizinischen Einrichtungen oder Krankenhäuser. Nächstgelegene Einrichtungen für die Bewohner von Abbot befinden sich in Dover-Foxcroft und Dexter.
Abbot besitzt keine eigene Bücherei, die nächstgelegene ist die Guilford Memorial Library in Guilford.

### Bildung
Abbot gehört mit Cambridge, Guilford, Parkman, Sangerville und Wellington zum MSAD 04.
Im Schulbezirk werden folgende Schulen angeboten:
- Piscataquis Community Elementary School in Guilford mit den Schulklassen von Pre-Kindergarten bis Klasse 8
- Piscataquis Community High School in Guilford mit den Schulklassen von Klasse 9 bis 12